# Struthio kakesiensis
Struthio kakasiensis je izumrla prapovijesna ptica neletačica iz roda nojeva, reda nojevki. Ovaj noj živio je za vrijeme ranog pliocena. Njegovi fosili nađeni su u Laetolilu u Tanzaniji. Zbog toga što postoje samo njegovi fosili, ne zna se puno podataka o njemu.